# Уопини (Сијена)
Уопини је насеље у Италији у округу Сијена, региону Тоскана.
Према процени из 2011. у насељу је живело 471 становника. Насеље се налази на надморској висини од 351 м.